# Bulgarischer Nationaler Hörfunk
Der Bulgarische Nationale Hörfunk (auch: Bulgarisches Nationales Radio; bulgarisch: Българско национално радио / Balgarsko nazionalno radio; БНР / BNR) ist Bulgariens nationale Rundfunkgesellschaft. Sie betreibt zwei nationale und neun regionale Kanäle sowie einen Auslandsdienst – Radio Bulgarien – der in 11 Sprachen sendet.

## Geschichte
1930 wurde der Grundstein mit dem Hörfunksender Rodno radio in Sofia gelegt. Mittlerweile betreibt der BNR zwei nationale (Chorisont und Christo Botew) und sieben regionale Sender sowie ein Auslandsprogramm. Seit 1993 gehört der Sender der Europäischen Rundfunkunion an.
Der Bulgarische Nationale Hörfunk ist eine nationale autonome Informations- und Kultureinrichtung gemäß dem bulgarischen Gesetz über Radio und Fernsehen vom 10. September 1996. Mit diesem Gesetz folgte Bulgarien einer Aufforderung der EU. BNR finanziert sein Programm vor allem aus Werbeerlösen und staatlichen Geldern. Ein Gesetz, mit dem eine Rundfunkgebühr eingeführt werden sollte, wurde bisher nicht verabschiedet.
Trotz der Konkurrenz durch viele private Radiostationen sind die Programme des Bulgarischen Nationalen Hörfunks hinsichtlich Hörerzahl weiterhin führend. Seit 1998 wird das Programm des Bulgarischen Nationalen Hörfunks auch live im Internet übertragen.
Der öffentlich-rechtliche BNR spielte wegen eines Streits um gestiegene Lizenzgebühren mit der Verwertungsgesellschaft Musicautor von Januar 2017 bis Juni 2017 ausschließlich Musikstücke von Interpreten, die mindestens 70 Jahre alt sind und bei denen das Urheberrecht in Europa abgelaufen ist, darunter vor allem klassische Musik, Jazz, bulgarischer Folklore oder beispielsweise Oldies von Glenn Miller und die The Andrews Sisters. Wie das Meinungsforschungsinstitut Ipsos feststellte, stieg die Hörerzahl um 20 Prozent im Januar 2017 gegenüber der zuvor gesendeten zeitgenössischen Popmusik.  Im Juni 2017 verkündete BNR dann die Einigung mit Musicautor und die Wiederaufnahme moderner Musik ins Programm.

## Programme
- nationale Programme
  - Programm  Chorisont (Програма „Хоризонт“)
  - Programm Christo Botew (Програма „Христо Ботев“)
- regionale Programme
  - Radio Warna
  - Radio Stara Sagora
  - Radio Plowdiw
  - Radio Schumen
  - Radio Blagoewgrad
  - Radio Sofia
  - Radio Widin
  - Radio Burgas
- Auslandsrundfunk
  - Radio Bulgarien